# Новіцький Микола Станіславович
Мико́ла Станісла́вович Нові́цький (19 грудня 1993 — 15 січня 2025) — капітан Національної гвардії України, учасник російсько-української війни.

## Життєпис
Народився 19 грудня 1993 року в місті Славуті. У 2009 році закінчив Славутську школу № 1, потім навчався у Славутському професійному ліцеї, здобувши фах кухаря-кондитера. У 2012 році призваний на строкову військову службу. У 2014 році, з початком війни на сході України підписав контракт на проходження військової служби. Брав участь у бойових діях у зоні проведення АТО/ООС. З початком повномасштабного російського вторгнення старший лейтенант Микола Новіцький перебував на посаді офіцера групи спецпризначення «Омега» Національної гвардії України. Брав участь в обороні Харкова. Після визволення Харківщини вирушив на схід України. Брав участь в обороні Бахмута, за що був нагороджений орденом «За мужність» III ступеня. Виконував бойові завдання на Сватівському, пізніше на Слобожанському напрямку. З жовтня 2024 року воював на Донбасі. Загинув 15 січня 2025 року в районі села Єлизаветівка Покровського району Донецької області.

## Нагороди
- Хрест бойових заслуг (2 липня 2025, посмертно) — за особисту мужність, виявлену в захисті державного суверенітету та територіальної цілісності України, самовіддане служіння Українському народові[2].
- Орден «За мужність» III ступеня (28 вересня 2023) — за особисту мужність і самовідданість, виявлені у захисті державного суверенітету та територіальної цілісності України, сумлінне та бездоганне служіння Українському народові[3].
- Медаль «Захиснику Вітчизни» (7 вересня 2022) — за особисту мужність і самовідданість, виявлені у захисті державного суверенітету та територіальної цілісності України, вірність військовій присязі, сумлінне та бездоганне виконання службового обов'язку[4].
- Нагрудний знак «За доблесну службу»[5].
- Медаль «10 років сумлінної служби»[6].